# Великі Шиуші
Великі Ши́уші (рос. Большие Шиуши, чув. Мăн Шĕвĕш) — присілок у складі Аліковського району Чувашії, Росія. Входить до складу Чувасько-Сорминського сільського поселення.
Населення — 318 осіб (2010; 357 у 2002).
Національний склад:
- чуваші — 100 %